# Bentinckia
Bentinckia, biljni rod iz porodice palmovki, dio tribusa Areceaee, potporodica Arecoideae. 
U rod su uključene dvije vrste drveća, jedna iz južne Indije (Kerala, Tamil Nadu), i druga endem s Nikobara.
Opisana je u Flora indica; or, descriptions of Indian Plants 3: 621. 1832.

## Vrste
1. Bentinckia condapanna Berry ex Roxb.
2. Bentinckia nicobarica (Kurz) Becc.